# سامویلووا کرپوست
سامویلووا کرپوست (به بلغاری: Samuilova Krepost) یک منطقهٔ مسکونی در بلغارستان است که در شهرستان پتریچ واقع شده‌است.